# Jason Morgan (Eishockeyspieler)
Jason Morgan (* 9. Oktober 1976 in St. John’s, Neufundland) ist ein ehemaliger kanadischer Eishockeyspieler und derzeitiger -trainer, der 44 NHL-Spiele absolvierte. Zuletzt war er Cheftrainer der Heilbronner Falken aus der DEL2.

## Spielerkarriere
Morgan begann seine Karriere bei den Kitchener Rangers in der Ontario Hockey League und debütierte in der Saison 1996/97 bei den Los Angeles Kings in der National Hockey League, von denen er 1995 gedraftet worden war. In den folgenden Jahren wechselte er zwischen vielen Teams in den Minor Leagues Nordamerikas und konnte in der Saison 2000/01 mit den Saint John Flames, zu denen er erst in den Playoffs gestoßen war, mit dem Gewinn des Calder Cups seinen bisher größten Erfolg feiern. Auch in den folgenden Jahren verzeichnete er viele Wechsel und absolvierte nur wenige Einsätze in der NHL. Im Jahr 2008 wagte er erstmals den Sprung nach Europa und absolvierte eine Saison bei Södertälje SK in den schwedischen Elitserien, wo er jedoch nicht überzeugen konnte. So kehrte er im Jahr darauf in die American Hockey League zurück, wurde aber nach nur vier Spielen aus dem aktiven Kader der Springfield Falcons genommen und unterzeichnete schließlich einen Vertrag beim österreichischen Erstligisten EC KAC, wo er als Verstärkung für die von vielen verletzten Spielern geplagte Mannschaft fungieren sollte. Sein Vertrag wurde nach Saisonende mangels Leistung nicht verlängert. Die Saison 2010/11 verbrachte er beim norwegischen Erstligisten Stjernen, bei dem Morgan als Assistenzkapitän fungierte. Zur folgenden Spielzeit wurde er von den Stockton Thunder aus der ECHL verpflichtet, ehe er 2012 zu den Arizona Sundogs wechselte. Nach zwei Saisons in der CHL beendete er seine Spielerlaufbahn.
Im Laufe seiner Karriere absolvierte Morgan insgesamt 44 NHL-Einsätze für fünf verschiedene Vereine sowie 584 Spiele in der American Hockey League (AHL).

## Trainerkarriere
Zur Saison 2015/16 wurde Morgan Cheftrainer der U18-Spielgemeinschaft der beiden ungarischen Vereine Miskolc and Debreceni HK, die in der österreichischen Jugendliga EBJL an den Start ging. Anfang Januar 2016 wurde er von DVTK Jegesmedvék aus der MOL-Liga als Cheftrainer verpflichtet. Morgan führte die Mannschaft zum Titelgewinn und wechselte anschließend zu Orlik Opole in die Polska Hokej Liga, wo er im November 2016 zurücktrat und zwei Tage später das Cheftraineramt beim Debreceni HK (MOL Liga) antrat.
Ab Oktober 2017 betreute Morgan die Dunaújvárosi Acélbikák (ebenfalls MOL-Liga) als Cheftrainer, anschließend die Aalborg Pirates in der dänischen Metal Ligaen. Es folgten zwei Spielzeiten als Cheftrainer des HSC Csíkszereda aus der Erste Liga (ehemals MOL Liga), deren Meisterschaft er 2020 und 2021 mit dem Team gewann.
Zur Saison 2021/22 wurde Morgan von den Heilbronner Falken aus der DEL2 verpflichtet. Im Dezember 2022 wurde er entlassen.

## Erfolge und Auszeichnungen
- 2001 Calder-Cup-Gewinn mit den Saint John Flames (als Spieler)
- 2016 Meister der MOL-Liga mit dem DVTK Jegesmedvék (als Cheftrainer)
- 2020 Meister der Erste Liga mit dem HSC Csíkszereda (als Cheftrainer)
- 2021 Meister der Erste Liga mit dem HSC Csíkszereda (als Cheftrainer)